# Нагината

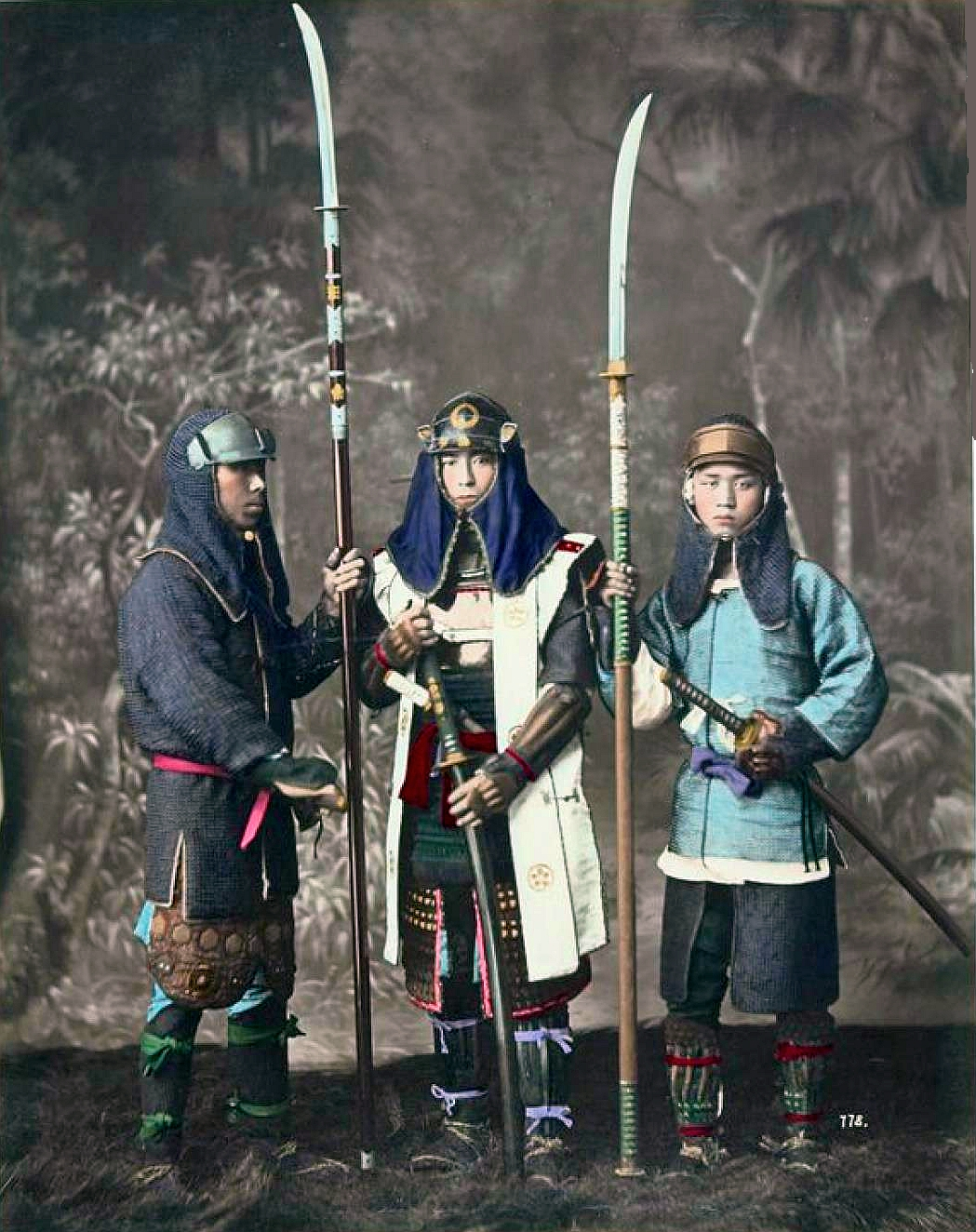
Самураи, вооружённые нагинатами

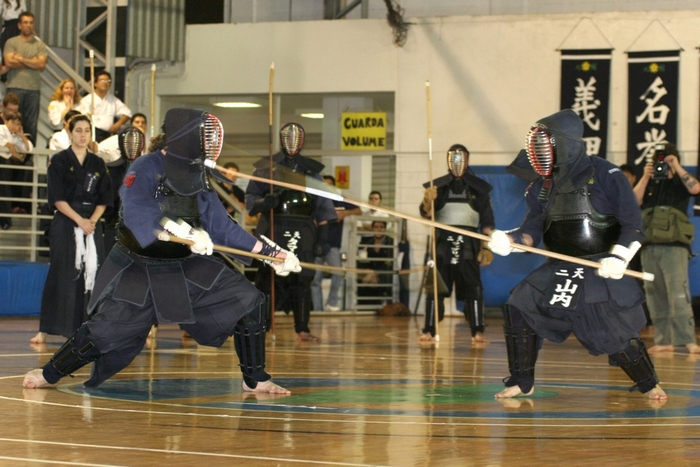
Бамбуковые нагинаты используются на соревнованиях

Нагината (なぎなた, 長刀 или 薙刀, досл.: «длинный меч») — японское холодное оружие с длинной рукоятью овального сечения и изогнутым односторонним клинком. Рукоять длиной около 2 метров и клинок от 30 до 50 см. В ходе истории стал значительно более распространенным укороченный (1,2—1,5 м) и облегчённый вариант, использовавшийся при тренировке и показавший большую боеспособность. Является аналогом европейской глефы (хотя часто по ошибке именуется алебардой), но обладает меньшим весом.
Первые сведения об использовании нагинаты относятся к концу VII века. Согласно одной версии, нагината произошла от крестьянского рабочего орудия, использовавшегося для рубки, вероятно, напоминавшего сибирскую пальму. По другой, она ведёт своё происхождение от китайских «алебард», проникших в Японию между II в. до н. э. и II в. н. э., бронзовые наконечники которых найдены при раскопках на острове Кюсю. Вплоть до эпохи Хэйан (794—1185) нагинатой пользовались в основном пехотинцы, но в годы войны Гэмпэй (1181—1185) её достоинства оценили и благородные воины, применявшие её для подрезания ног вражеских лошадей.
Со временем конструкция нагинаты претерпела некоторые изменения. Если в период Хэйан чаще использовались нагинаты с сильно изогнутыми и массивными клинками длиной от 60 до 120 см, закреплёнными в древке длиной 1,2—1,5 м, то начиная с XIV века наконечник становился всё короче и с меньшим изгибом, а длина рукоятки увеличивалась. Классическая форма нагинаты сформировалась в эпоху Эдо: наконечник длиной от 30 до 70 (чаще всего 60) см, закреплённый в рукоятке длиной 180 см.
Рукоять нагинаты изготовлялась из дуба, покрывалась лаком и нередко имела овальное сечение, что облегчало определение направления лезвия при быстрых вращениях и перехватах. Клинок мог отделяться от рукояти круглой гардой цуба. Клинки, за исключением изготовляемых для знатных заказчиков, как правило, уступали по качеству изготовления наконечникам копий яри. Формы клинков также различались: у некоторых они напоминали лезвия мечей, у других к концу расширялись. Иногда в качестве наконечников нагинат использовались перекованные клинки катан.
Нагината издавна являлась излюбленным оружием сохэев и ямабуси, монахов-воинов.
В мирное время нагината использовалась женщинами из сословия самураев для защиты своего жилища. Ею охотно пользовались легендарные онна-бугэйся, например, известная Годзэн Хангаку, или Итагаки, командовавшая в 1201 году гарнизоном из 3000 воинов в замке Торидзакаяма, осаждённого десятитысячной армией клана Ходзё.
Источники свидетельствуют, что в эпоху Сэнгоку (1467—1573) подобные женщины-воительницы из самурайского рода нередко становились последними защитницами осаждённых крепостей.
Так, в «Бити хёранки» («Повести о смуте в Бити») рассказывается о супруге Мимура Котоку, которая, вооружившись нагинатой, совершила удачную вылазку из замка своего мужа во главе отряда из 83 дам, а в «Иранки» («Повести о мятеже в Ига») описывается эпизод из обороны замка Хидзияма, при защите которого геройски погибла 38-летняя госпожа Киё-но годзэн, также виртуозно владевшая нагинатой.
Немецкий историк Энгельберт Кэмпфер в своей «Истории Японии» (1727) сообщает, что нагинатой традиционно вооружались придворные дамы сёгунов Токугава, обучавшиеся навыкам владения ими с 12 лет. В эпоху Токугава (1603—1868) все японки из самурайских семей были обязаны к 18 годам овладеть умением обращаться с нагинатой.
Уже в XVIII веке нагината практически выходит из употребления, превратившись в семейную реликвию или атрибут различных церемоний. Эпизодически подобное оружие использовалось ещё в 1868 году во время войны Босин в боевых столкновениях в префектуре Фукусима, а также в 1876 году во время восстания в Сацума, преимущественно женщинами.
В старой Японии существовало 425 школ, где изучали технику боя нагинатадзюцу. В середине 1920-х годов оно введено в обязательную программу для средних школ, а в 1955 году образована Всеяпонская федерация нагинаты (AJNF). В наши дни нагината является одним из символов Японии, хотя и не столь известной, как катана (часто встречается в музеях и упоминается в современном искусстве).
В 2017 году создана Российская ассоциация нагинаты. Сегодня этот вид японского боевого искусства, нагинатадзюцу, культивируется в Москве, Санкт-Петербурге и других городах России.